# リンゴ酸デヒドロゲナーゼ (オキサロ酢酸脱炭酸)
リンゴ酸デヒドロゲナーゼ (オキサロ酢酸脱炭酸)（malate dehydrogenase (oxaloacetate-decarboxylating)）はリンゴ酸酵素の1つで、次の2つの化学反応を触媒する酸化的脱炭酸酵素である。
- (S)-リンゴ酸 + NAD+ {\displaystyle \rightleftharpoons } ピルビン酸 + CO2 + NADH
- オキサロ酢酸 {\displaystyle \rightleftharpoons } ピルビン酸 + CO2

組織名は(S)-malate:NAD+ oxidoreductase (oxaloacetate-decarboxylating)である。

## 反応
まずリンゴ酸を酸化してオキサロ酢酸を生じ、続いて脱炭酸反応によりピルビン酸が生成すると考えられている。補因子として2価陽イオンを要求する。

## 分布
原核生物の細胞質および真核生物のミトコンドリアに存在している。ただし緑色植物のミトコンドリアに存在するNAD-MEは、オキサロ酢酸を基質とすることができないため、酵素学上EC 1.1.1.38として区別されている。